# Корелли, Франко
Дарио Франко Корелли (итал. Franco Corelli, 8 апреля 1921, Анкона, Италия — 29 октября 2003, Милан, Италия) — итальянский оперный певец, один из крупнейших теноров в истории оперы. Прославился не только исключительно сильным голосом категории «спинто» (меццо-характерный тенор), но и эффектной внешностью романтического героя. Последние 15 сезонов своей карьеры провёл на сцене «Метрополитен-оперы» (Нью-Йорк).

## Биография
Родился в семье, два предыдущих поколения которой дали несколько певцов-полупрофессионалов; в частности, два его дяди пели в хоре оперного театра в Анконе. В 18 лет во время игры со сверстниками у фонтана поскользнулся и, ударившись о каменный парапет, сломал передние зубы, что стало причиной его шепелявости. После учёбы в школе и прохождения военной службы поступил в Болонский университет, чтобы получить специальность инженера-кораблестроителя. Без музыкального образования, не умея даже играть на пианино, коверкая шипящие звуки, испытывая парализующий страх сцены, 25-летний Корелли едва ли мог рассчитывать на оперную карьеру. Однако судьба распорядилась иначе. 
Решив переменить жизненный путь, Корелли поступил на вокальное отделение Консерватории Пезаро, но по сути так и остался самоучкой. Непродолжительное обучение в консерватории в 1946—1947 гг. у Умберто Макне закончилось отчислением Корелли, который так и не перебрался в Пезаро, время от времени приезжая для занятий из Анконы. После этого он недолгое время учился в Анконе частным образом, в дальнейшем же предпочёл самостоятельные занятия, ориентируясь на педагогические принципы Артуро Мелокки, продуктивность которых в глазах Корелли доказывалась успехом его ученика Марио Дель Монако. Он сознательно стремился сделать свой голос более гибким и разнообразным, чем героический тенор Дель Монако. Уже достигнув известности, брал уроки у прославленного «спинто» Лаури-Вольпи, который называл его своим естественным наследником.
Лирико-драматический тенор Корелли отличался итальянской теплотой, ярким блеском и почти баритональной насыщенностью в нижнем регистре. Публику восхищала его способность брать и держать высокие ноты. Он обладал мощным, резонансным верхом, который легко взлетал, часто восхищая публику своими высокими «до». Вокальная техника Корелли коренилась в итальянской традиции bel canto, с акцентом на легато, контроле дыхания, подвижности вокала, мастерстве динамики и фразировки. Вибрато Корелли, динамичное и интенсивное, добавляло его звучанию волнения и страсти. В связи с этим клан Дель Монако, уподобляя вибрато блеянью, прозвал его «PeCorelli» (от итал. pecora — «овца»). Часть критиков (особенно в чопорной Британии) ставила ему в вину пристрастие к импровизации и вольности с партитурой: Корелли любил добавлять не предусмотренные ею высокие ноты или вокальные пируэты, дабы создать моменты захватывающей интенсивности. 

### Оперная карьера
Дебютировал в возрасте 30 лет в Сполето (партия Хозе). На фестивале «Флорентийский музыкальный май» в 1953 году пел партию Пьера Безухова в европейской премьере «Войны и мира» С. Прокофьева. В том же году (2 июля) исполнил партию Канио в опере Р. Леонкавалло «Паяцы» в термах Каракаллы (где в то время давал свои представления Римский оперный театр). Всё оставшееся лето он пел в «Кармен» в Больцано, Энне и Неаполе, а в сентябре вернулся в Сполето, чтобы снова выступить в «Паяцах». В 1954 году дебютировал на сцене «Ла Скала» в партии Лициния в «Весталке» Спонтини, где его партнёршей была Мария Каллас. 
С 1957 года временами пел на сцене театра «Ковент Гарден» (дебют в партии Каварадосси), с 1961-го провёл 15 сезонов на сцене Метрополитен-оперы (дебют в партии Манрико). Среди лучших ролей Корелли в «Ла Скала» — Гуальтьеро в «Пирате» В. Беллини (1958), Полиевкт в одноимённой опере Г. Доницетти (1960), Рауль в «Гугенотах» Дж. Мейербера (1962). 
«Визитными карточками» Корелли стали партии Каварадосси в «Тоске» (в том числе в кинофильме 1956 года, поставленном К. Галлоне) и особенно принца Калафа в «Турандот». Хотя даже в период его наивысшего успеха отдельные эксперты отдавали предпочтение Марио Дель Монако или Джузеппе Ди Стефано, многочисленные ценители голоса Франко Корелли прозвали его «принцем (или князем) теноров». Считается, что его голос лучше звучал вживую, чем в записи. Герберт фон Караян, слышавший записи голоса Корелли, был настроен относительно него скептически, но лично услышав его на сцене Зальцбургского фестиваля, констатировал: «Этот голос, сумрачно чувственный, загадочно меланхоличный, возвышается над всем: голос грома, молнии, огня и крови!»
Многие партнёрши отмечали ошеломляющее впечатление, которое производила редкая для оперного театра фактура тенора: пронзительные голубые глаза, 188-сантиметровый рост, стройная широкоплечая фигура, безупречные ноги. Его частыми партнёршами на сцене и почитательницами его таланта были певицы  такого уровня, как Мария Каллас и Биргит Нильсон. Галина Вишневская вспоминает, как впервые оказалась с ним на одной сцене:
Вдруг за моей спиной раздался голос такой красоты, силы и с таким феноменальным верхним си-бемоль, что я, буквально онемев, не спела свою фразу, а обернувшись, увидела стоящего в глубине сцены Франко Корелли и приросла к полу. Никогда не встречала я тенора, так щедро одаренного природой: красавец собой, высокий рост, стройная фигура, длинные ноги и необычайной красоты большой льющийся голос. У итальянских теноров вообще блестящие верхние ноты, их голоса как бы расцветают в верхнем регистре, но у Корелли они были совсем особенные — широкие, «волнистые», вибрирующие даже на верхнем «до», которое он брал с такой легкостью, будто у него в запасе есть такое же «ре» и «ми».

И Нильсон, и Корелли неоднократно рассказывали о своём соперничестве в «Турандот» по поводу того, кто сможет взять больше нот верхнего регистра. Однажды, когда Нильсон опередила его, Франко потерял самообладание и, ворвавшись в комнату импрессарио (Рудольфа Бинга), заявил, что больше не будет петь с ней. Тот в ответ посоветовал ему в отместку укусить Биргит в сцене поцелуя. Когда это раскрылось, Нильсон отправила Бингу телеграмму о том, что вынуждена взять больничный, так как на сцене её заразили бешенством. 

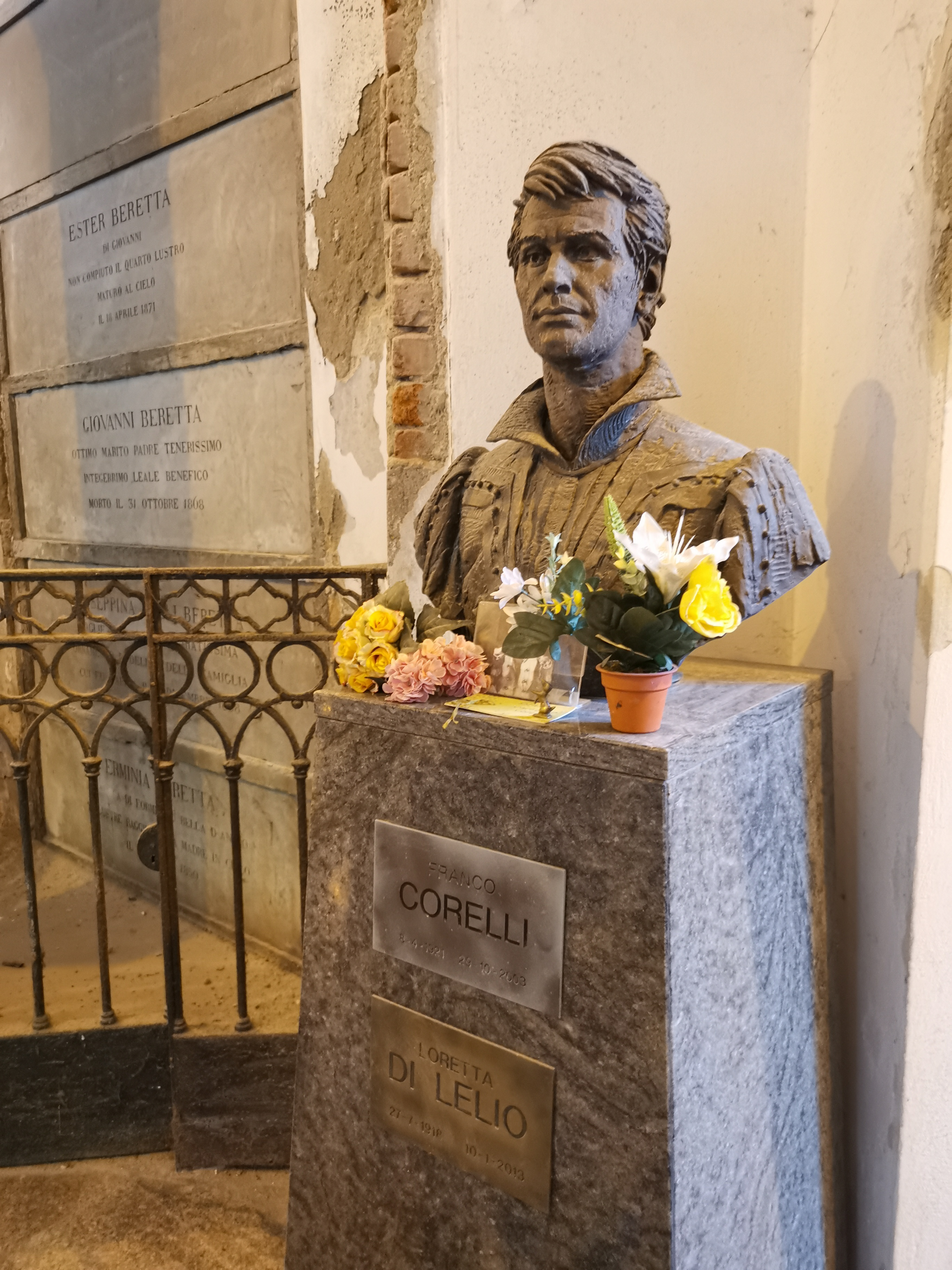
Памятник над урной с прахом Ф. Корелли

С начала 1970-х годов музыкальные критики отмечали некоторую деградацию вокальных данных Корелли и его усталость от сцены. Тем не менее его раннее прощание со сценой удивило многих. Последний спектакль с его участием прошёл в 1976 году (опера «Богема» на фестивале Пуччини). Прощальное выступление состоялось в ноябре 1981 года в рамках стокгольмского концерта в честь Биргит Нильсон. В 1982 году с использованием многочисленных видеозаписей был сделан фильм о его карьере.

### Частная жизнь
Франко Корелли был женат на Лоретте ди Лелио (дочери известного баса Умберто ди Лелио), вместе с которой они выступали в 1952 году в «Борисе Годунове». Рано уйдя со сцены, Лоретта была активна в качестве секретаря и импрессарио супруга. Детей в браке не было. Чтобы унять боязнь сцены, Лоретта после каждого акта оперного представления приносила Франко их пуделя Лориса, который производил на него успокаивающее действие. После ухода со сцены супруги продолжали жить в Нью-Йорке. На склоне лет Франко Корелли председательствовал на вокальном конкурсе, который регулярно проводился в театре Муз родного для него города Анкона. 
Франко Корелли умер осенью 2003 года от осложнений инсульта, который случился в начале года. После кремации урна с прахом Корелли была помещена на Монументальное кладбище.